# Marilyn Yalom
Marilyn Yalom (ur. 10 marca 1932 w Chicago, Illinois, zm. 20 listopada 2019 w Palo Alto, Kalifornia) – amerykańska pisarka, historyczka i feministka, specjalistka w zakresie gender studies i kultury francuskiej, wykładowczyni Uniwersytetu Stanforda.

## Życiorys
Dorastała w Waszyngtonie. W 1954 roku uzyskała w Wellesley College stopień Bachelor of Arts z zakresu romanistyki, a w 1956 roku tytuł Master of Arts na Uniwersytecie Harvarda (romanistyka i germanistyka). W 1963 roku obroniła na Uniwersytecie Johnsa Hopkinsa pracę doktorską poświęconą twórczości Alberta Camusa i Franza Kafki (promotor René Girard).
W latach 1961–1962 wykładała na Uniwersytecie Hawajskim (Mānoa), a w latach 1963–1976 na Uniwersytecie Stanu Kalifornia w Hayward, w którym uzyskała stanowisko profesora języków obcych. W 1976 roku rozpoczęła pracę na Uniwersytecie Stanforda, gdzie w latach 1984−1985 pełniła funkcję dyrektorki Clayman Institute for Gender Research, który od 2011 roku przyznaje Marilyn Yalom Prize, nagrodę dla  doktorantów specjalizujących się w tematyce kobiecej i gender studies.
Autorka książek przetłumaczonych na dwadzieścia języków. Żona psychoterapeuty Irvina Yaloma, z którym miała czworo dzieci (Victor Yalom, Reid Yalom, Eve Yalom i Ben Yalom). Zmarła na chorobę Kahlera.

## Publikacje książkowe
- Maternity, Mortality, and the Literature of Madness (1985)
- Blood Sisters: The French Revolution in Women's Memory (1993)
- A History of the Breast (1997), wyd. polskie Historia kobiecych piersi (2012), przeł. Dorota Dziedzic, Katarzyna Kaczmarek (ISBN 978-83-60747-77-3)
- A History of the Wife (2001), wyd. polskie Historia żony (2019), przeł. Anna Kunicka (ISBN 978-83-65680-50-1)
- Birth of the Chess Queen (2004)
- The American Resting Place: Four Hundred Years of History (2008)
- How the French Invented Love: Nine Hundred Years of Passion and Romance (2012), wyd. polskie Historia miłości. 9 stuleci francuskich opowieści miłosnych (2013), przeł. Małgorzata Reubell Filhoud-Lavergne (ISBN 978-83-60747-81-0)
- The Social Sex: A History of Female Friendship (2015)
- Compelled to Witness: Women's Memoirs of the French Revolution (2015)
- The Amorous Heart: An Unconventional History of Love (2018)
- A Matter of Death and Life (2021, pamiętnik napisany wraz z Irvinem Yalomem)[5], wyd. polskie Sprawa śmierci i życia (2022), przeł. Tomasz Wyżyński (ISBN 978-83-8252-022-4)

## Odznaczenia i wyróżnienia
- W 1992 roku została odznaczona francuskim Orderem Palm Akademickich (Oficer)[3].
- W 2009 roku otrzymała dyplom uznania (Certificate of Recognition) Zgromadzenia Stanowego Kalifornii za osiągnięcia literackie i społeczne[3].
- W 2013 roku została nominowana do American Library in Paris Book Award za książkę Historia miłości. 9 stuleci francuskich opowieści miłosnych[6].
- W 2013 roku Wellesley College przyznał jej nagrodę dla wybitnych absolwentek (Alumnae Achievement Award)[3].
- W 2021 roku otrzymała pośmiertnie, wraz  z mężem, Independent Publisher Book Awards Gold Medal za książkę Sprawa śmierci i życia[7].